# Puyas y las Hormigas
Puyas y las Hormigas är en ort i Mexiko.   Den ligger i kommunen Saltillo och delstaten Coahuila, i den centrala delen av landet, 600 km norr om huvudstaden Mexico City. Puyas y las Hormigas ligger 2 109 meter över havet och antalet invånare är 262.
Terrängen runt Puyas y las Hormigas är lite kuperad. Runt Puyas y las Hormigas är det mycket glesbefolkat, med 5 invånare per kvadratkilometer. Närmaste större samhälle är Aquiles Serdán, 12,8 km öster om Puyas y las Hormigas. Omgivningarna runt Puyas y las Hormigas är i huvudsak ett öppet busklandskap.